# Greatest Hits (альбом Alice In Chains)
Greatest Hits — альбом-компіляція американського гурту Alice in Chains, випущений 24 липня 2001 року.

## Інформація
Альбом спровокував суперечливі почуття у шанувальників гурту у зв'язку з пропуском багатьох пісень, у тому числі «We Die Young» і «Down in a Hole». Він складається з 10 треків. Стів Х'юі з Allmusic заявив, що пісні добре підібрані, але єдиним недоліком альбому є кількість треків, включених до збірки. Greatest Hits — це останній альбом, який гурт випустив перед смертю вокаліста Лейна Стейлі, який помер у квітні 2002 року.
Видання в США отримало рекордну сертифікацію з продажу 500 000 тисяч примірників. Ця сертифікація була нагороджена асоціацією RIAA 30 листопада 2005 року.

## Трек-лист
| #     | Назва                                      | Автор                        | Тривалість |
| ----- | ------------------------------------------ | ---------------------------- | ---------- |
| 1.    | «Man in the Box» (from Facelift)           | Layne Staley, Jerry Cantrell | 4:47       |
| 2.    | «Them Bones» (from Dirt)                   | Cantrell                     | 2:30       |
| 3.    | «Rooster» (from Dirt)                      | Cantrell                     | 6:15       |
| 4.    | «Angry Chair» (from Dirt)                  | Staley                       | 4:48       |
| 5.    | «Would?» (from Dirt)                       | Cantrell                     | 3:28       |
| 6.    | «No Excuses» (from Jar of Flies)           | Cantrell                     | 4:15       |
| 7.    | «I Stay Away» (from Jar of Flies)          | Cantrell, Mike Inez, Staley  | 4:14       |
| 8.    | «Grind» (from Alice in Chains)             | Cantrell                     | 4:46       |
| 9.    | «Heaven Beside You» (from Alice in Chains) | Cantrell, Inez               | 5:29       |
| 10.   | «Again» (from Alice in Chains)             | Cantrell, Staley             | 4:05       |
| 44:35 |                                            |                              |            |

## Учасники запису
- Лейн Стейлі — вокал
- Джеррі Кантрелл — гітара
- Майк Айнез — бас
- Майк Старр — бас
- Шон Кінні — барабани

## Чарти
| Чарт (2001)      | Позиція |
| ---------------- | ------- |
| US Billboard 200 | 112     |

## Сертифікації
| Регіон                                                      | Сертифікація | Продажі   |
| ----------------------------------------------------------- | ------------ | --------- |
| США (RIAA)                                                  | Платиновий   | 1 000 000 |
| продажі+прослуховування, що базуються лише на сертифікаціях |              |           |